# Вествуд (округ Бойд, Кентуккі)
Вествуд (англ. Westwood) — переписна місцевість (CDP) в США, в окрузі Бойд штату Кентуккі. Населення — 4387 осіб (2020).

## Географія
Вествуд розташований за координатами 38°28′42″ пн. ш. 82°40′52″ зх. д. / 38.47833° пн. ш. 82.68111° зх. д. (38.478279, -82.681013).  За даними Бюро перепису населення США в 2010 році переписна місцевість мала площу 9,92 км², з яких 9,67 км² — суходіл та 0,25 км² — водойми.

## Демографія
Згідно з переписом 2010 року, у переписній місцевості мешкало 4746 осіб у 1909 домогосподарствах у складі 1316 родин. Густота населення становила 479 осіб/км².  Було 2104 помешкання (212/км²).
Расовий склад населення:
| - 97,5 % — білих - 1,0 % — чорних або афроамериканців - 0,2 % — корінних американців - 0,1 % — азіатів |

До двох чи більше рас належало 1,1 %. Частка іспаномовних становила 0,8 % від усіх жителів.
За віковим діапазоном населення розподілялося таким чином: 19,9 % — особи молодші 18 років, 59,3 % — особи у віці 18—64 років, 20,8 % — особи у віці 65 років та старші. Медіана віку мешканця становила 44,0 року. На 100 осіб жіночої статі у переписній місцевості припадало 96,4 чоловіків;  на 100 жінок у віці від 18 років та старших — 93,1 чоловіків також старших 18 років.
Середній дохід на одне домашнє господарство  становив 45 679 доларів США (медіана — 35 321), а середній дохід на одну сім'ю — 55 862 долари (медіана — 47 854). За межею бідності перебувало 20,6 % осіб, у тому числі 28,9 % дітей у віці до 18 років та 9,8 % осіб у віці 65 років та старших.
Цивільне працевлаштоване населення становило 1766 осіб. Основні галузі зайнятості: роздрібна торгівля — 19,8 %, мистецтво, розваги та відпочинок — 17,7 %, освіта, охорона здоров'я та соціальна допомога — 13,1 %, транспорт — 10,2 %.